# Cantone di Saint-Brevin-les-Pins
Il Cantone di Saint-Brevin-les-Pins è una divisione amministrativa dell'Arrondissement di Nantes e dell'Arrondissement di Saint-Nazaire.
È stato costituito a seguito della riforma approvata con decreto del 25 febbraio 2014, che ha avuto attuazione dopo le elezioni dipartimentali del 2015.

## Composizione
Comprende i 9 comuni di:
- Corsept
- Frossay
- La Montagne
- Paimbœuf
- Le Pellerin
- Saint-Brevin-les-Pins
- Saint-Jean-de-Boiseau
- Saint-Père-en-Retz
- Saint-Viaud